# NGC 88
NGC 88 é uma galáxia espiral barrada (SB0-a) localizada na direcção da constelação de Phoenix. Possui uma declinação de -48° 38' 23" e uma ascensão recta de 0 horas, 21 minutos e 22,0 segundos.
A galáxia NGC 88 foi descoberta em 30 de Setembro de 1834 por John Herschel.